# Helvetinjärvi nationalpark
Helvetinjärvi nationalpark (fi. Helvetinjärven kansallispuisto) är en nationalpark i Ruovesi kommun i Birkaland. Nationalparken grundades 1982. Ytan är 49,8 km². Parken representerar Tavastlands urskogar och har även djupa klyftor och branta stup.
Parkens främsta sevärdhet är klyftan Helvetinkolu vid sydöstra sidan av sjön Helvetinjärvi.

## Bilder

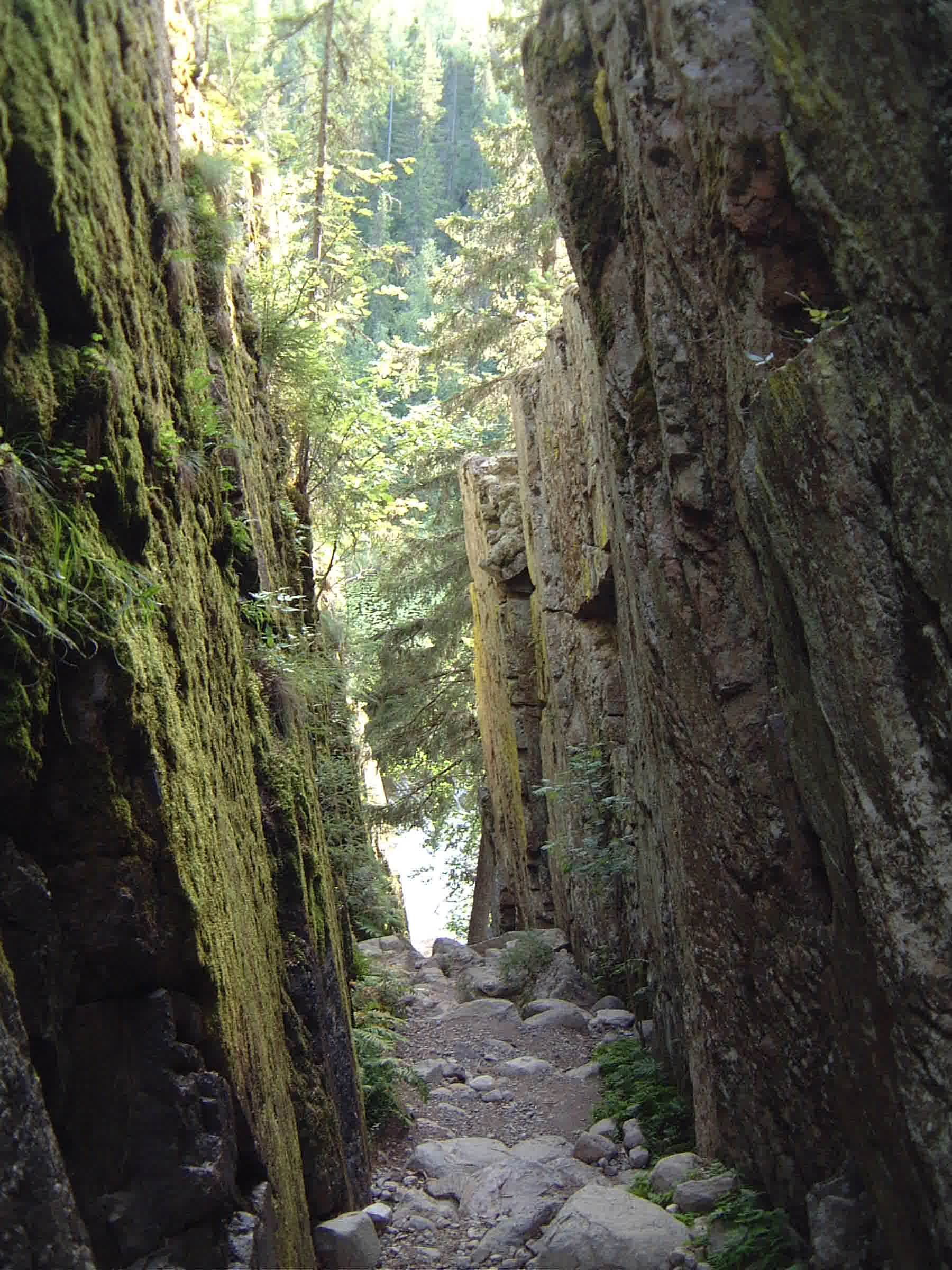
Ravinen Helvetinkolu i Helvetinjärvi nationalpark